# بردگان را آزاد کنید
بردگان را آزاد کنید (انگلیسی: Free the Slaves) یک سازمان بین‌المللی غیردولتی و گروه ذی‌نفوذ است که هدف آن مبارزه با اقدامات برده‌داری معاصر در سراسر جهان است. این یک سازمان خواهر برای سازمان بین‌المللی ضد برده‌داری (قدیمی‌ترین سازمان حقوق بشری جهان) بود، ولی بعدها مناسبات خود را با این سازمان خواهر قطع کرد و هیچ ارتباطی با آن ندارد.

## پیشینه
سازمان در نتیجه تحقیقات دکتر کوین بالز در کتابش بنام «افراد ناتوان: برده‌داری جدید در اقتصاد جهانی» به وجود آمد.

## سیاست
سیاست سازمان بردگان را آزاد کنید یک استراتژی متمرکز در متن تلاش‌های جهانی است، تا مردم بتوانند آزادانه به نیازهای پایه‌ای خود دسترسی پیدا کنند. دسترسی به فرصت‌های اقتصادی، خدمات بهداشتی، تحصیلات مجانی، و حاکمیت قوی قانون در کاهش به بردگی کشاندن افراد آسیب‌پذیر. سازمان بردگان را آزاد کنید از این تلاش‌ها حمایت می‌کند، در حالیکه آگاه است که براندازی برده‌داری نیازمند ریشه‌کنی آن است، که رویکرد خاص خود را می‌طلبد. سازمان بردگان را آزاد کنید به افراد و سازمانهایی که برای پایان دادن به برده‌داری می‌جنگند جایزه می‌دهد و آن‌ها را مفتخر می‌کند. از جمله برندگان جایزه خانم ویرو کوهلی (سال ۲۰۰۹) و خانم تیمه‌آ ناجی (سال ۲۰۱۲) می‌باشند.

## برنامه‌های سازمان
سازمان بردگان را آزاد کنید در حال حاضر در کشورهای هند، نپال، غنا، جمهوری دموکراتیک کنگو، هائیتی و سنگال فعالیت دارد. گرچه اشکال برده‌داری از کشوری به کشور دیگر متفاوت است اما در کل کشورهایی مورد هدف هستند که برده‌داری در آن‌ها بنحوی رایج است. هند به دو دلیل قدمت و وسعت منابعش، سوژه اصلی سازمان است.